# El Calvari

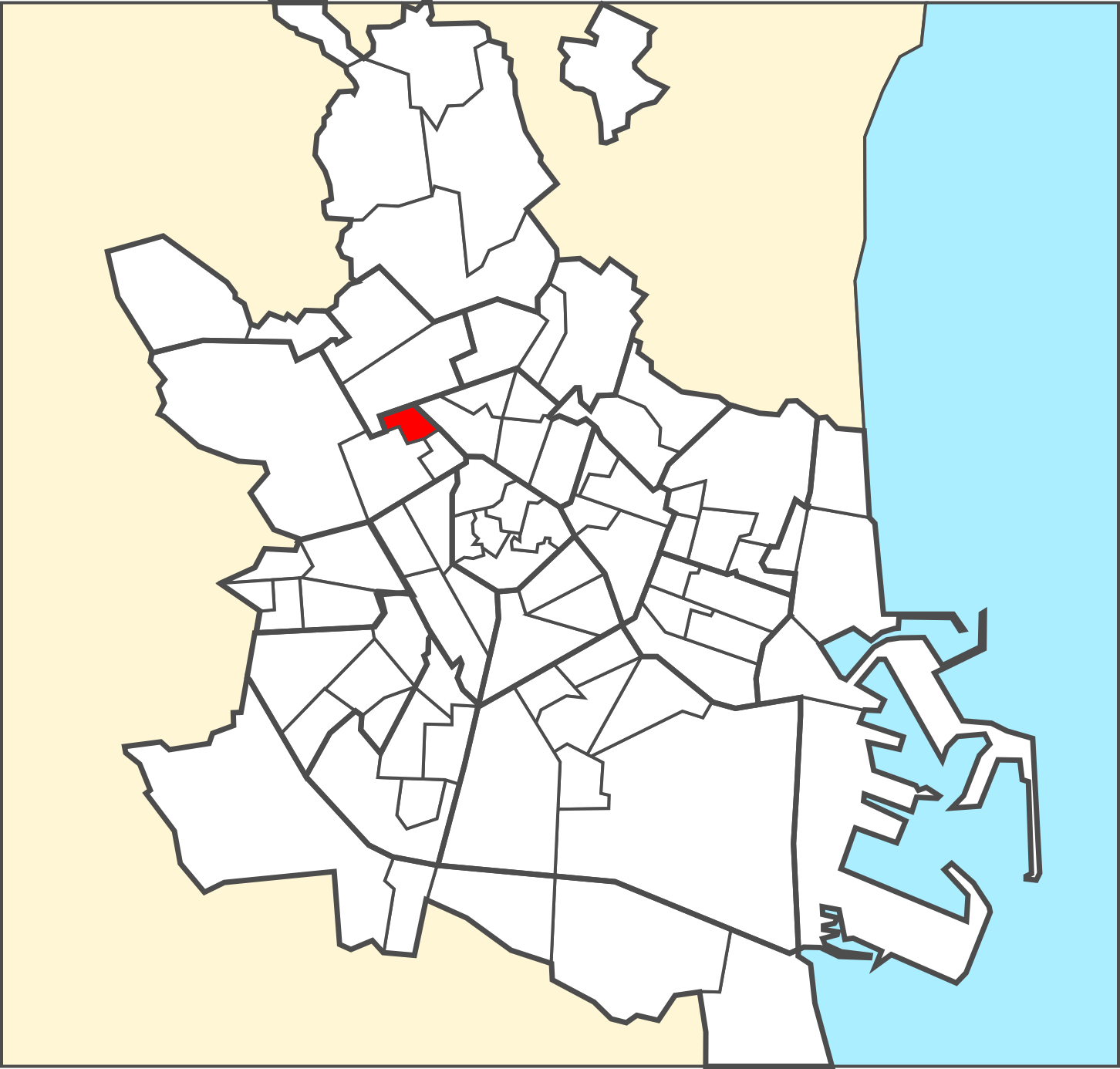
Situación de El Calvari dentro del municipio de Valencia.

El Calvari (en español El Calvario) es un barrio de la ciudad de Valencia (España), perteneciente al distrito de Campanar. Está situado al noroeste de la ciudad y limita al norte con Benicalap, al este con Marxalenes, al sur con Les Tendetes y al oeste con Campanar. Su población en 2022 era de 5.026 habitantes.
El barrio es uno de los de menor extensión del municipio. En él convergen las avenidas de Burjasot, Campanar y General Avilés. El nombre del barrio proviene del antiguo calvario de Campanar, situado entre dicha población y la de Benicalap. Desde el siglo XIX ambas poblaciones forman parte del municipio de Valencia, y la urbanización progresiva de la zona han llevado a la presencia de un continuo urbano. El lugar era también punto de cruce de los caminos de Valencia a Burjasot (actual avenida de Burjasot) y a Paterna (el único resto de esta vía en el barrio es la calle Gil Roger). Dos brazos de la acequia de Mestalla, el braç de Petra y el braç de Algirós recorrían el territorio, el primero por la calle Doctor Nicasio Benlloch y el segundo por la de Hipólito Rovira.

## Imágenes

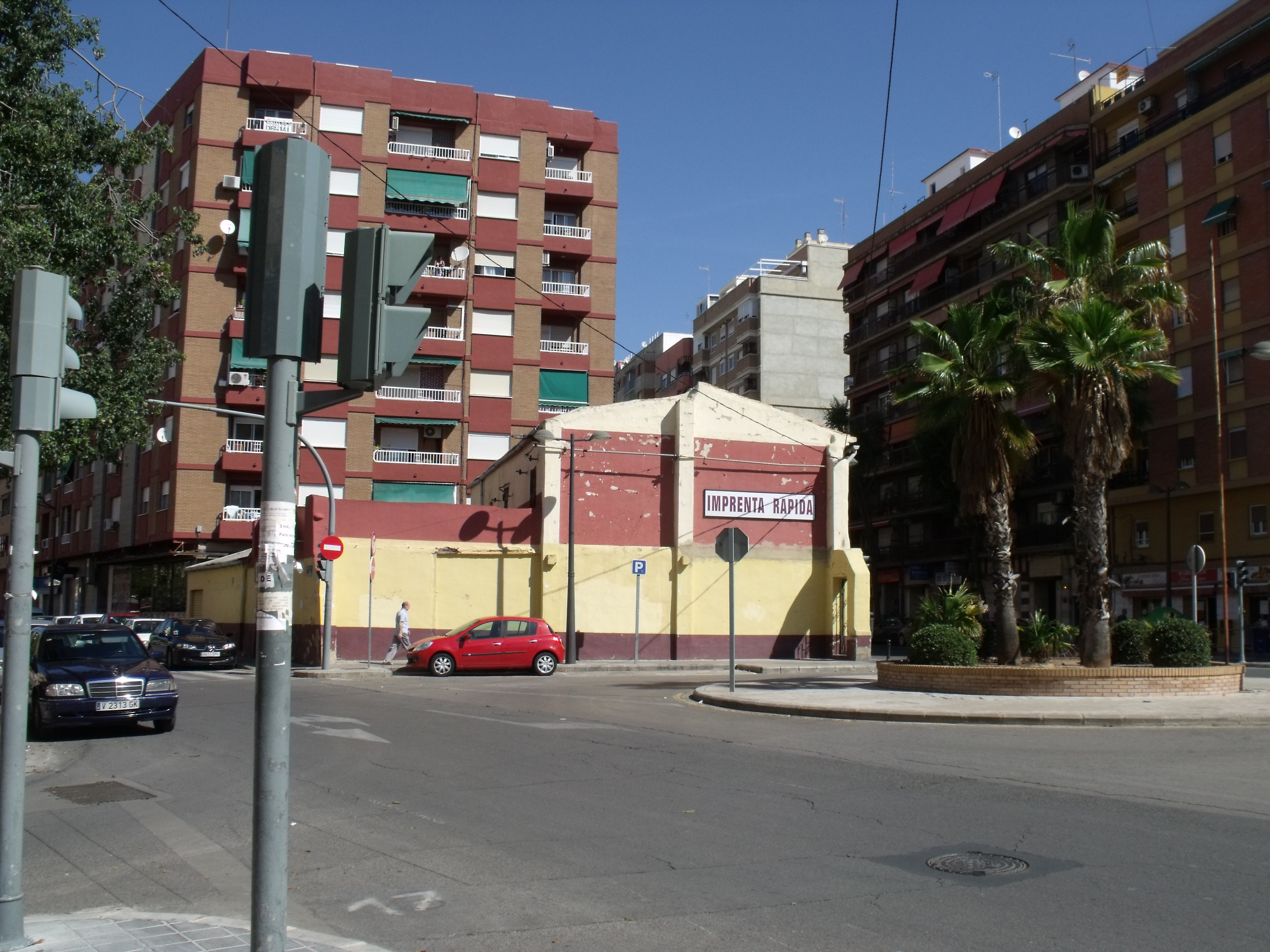
Aquí confluyen la calle del Doctor Nicasio Benlloch y la avenida de Burjasot. Se conservan algunas casas bajas.
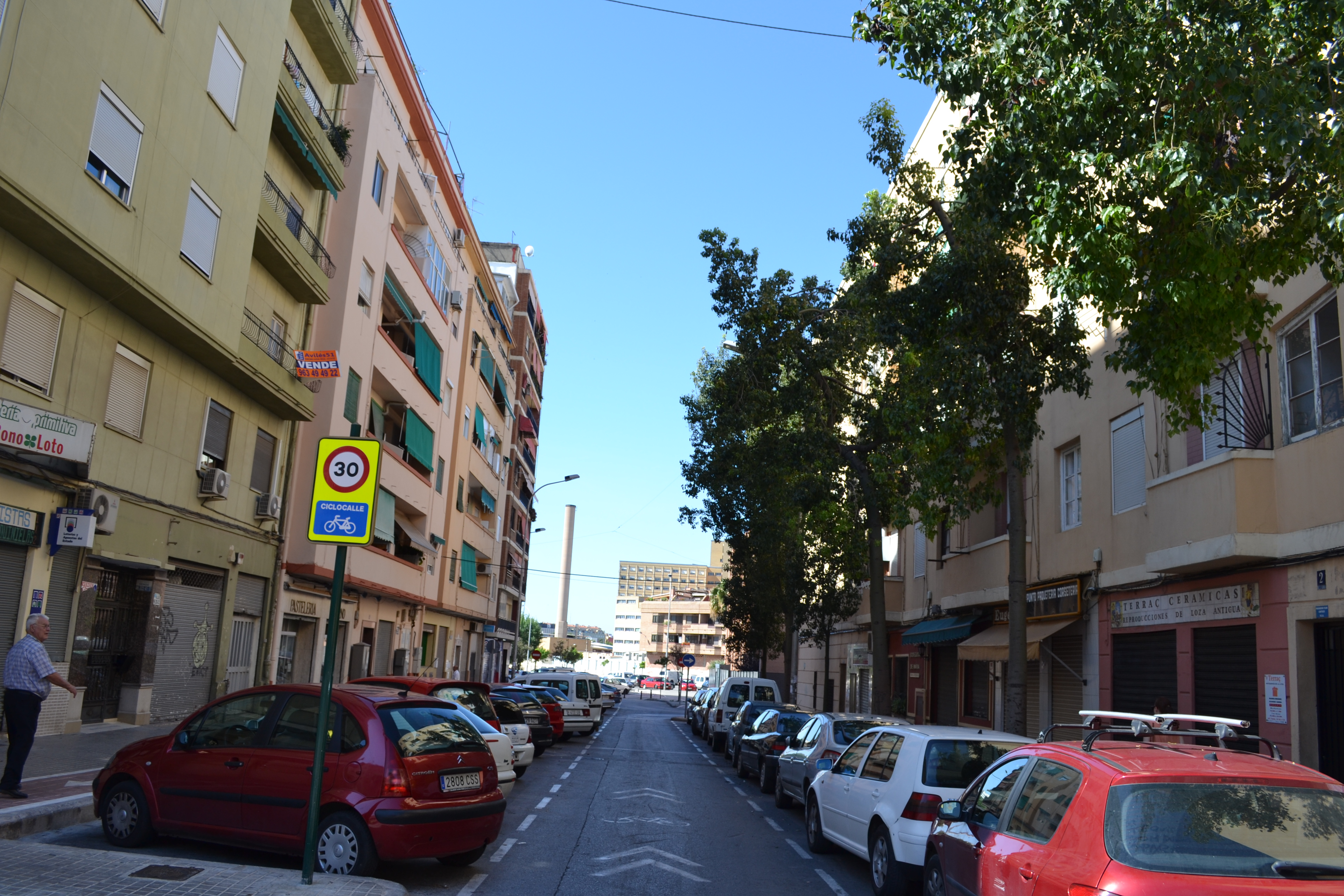
Calle Alcublas.
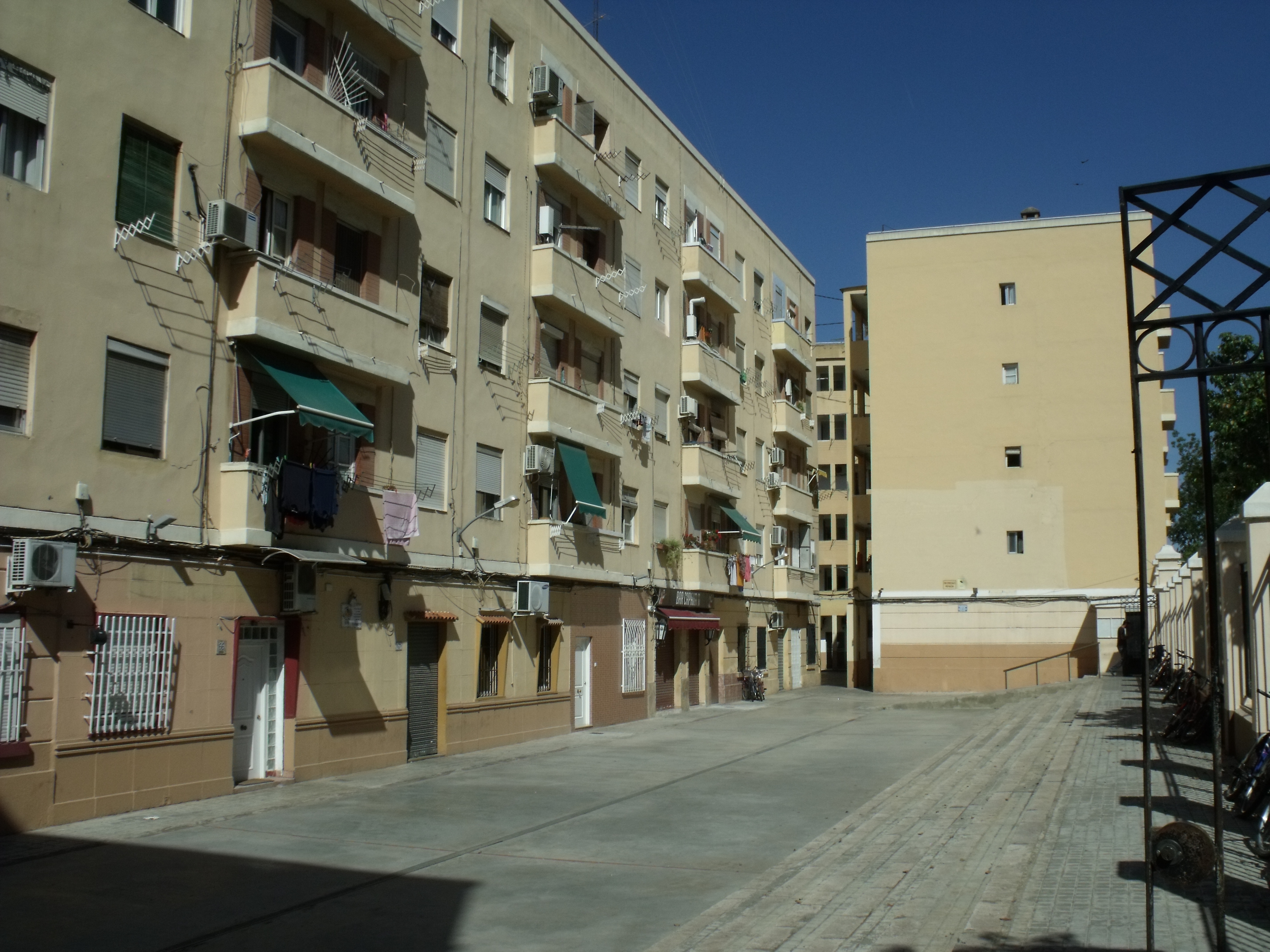
Grupo de edificios de viviendas construido en los años cincuenta. Acceso norte.
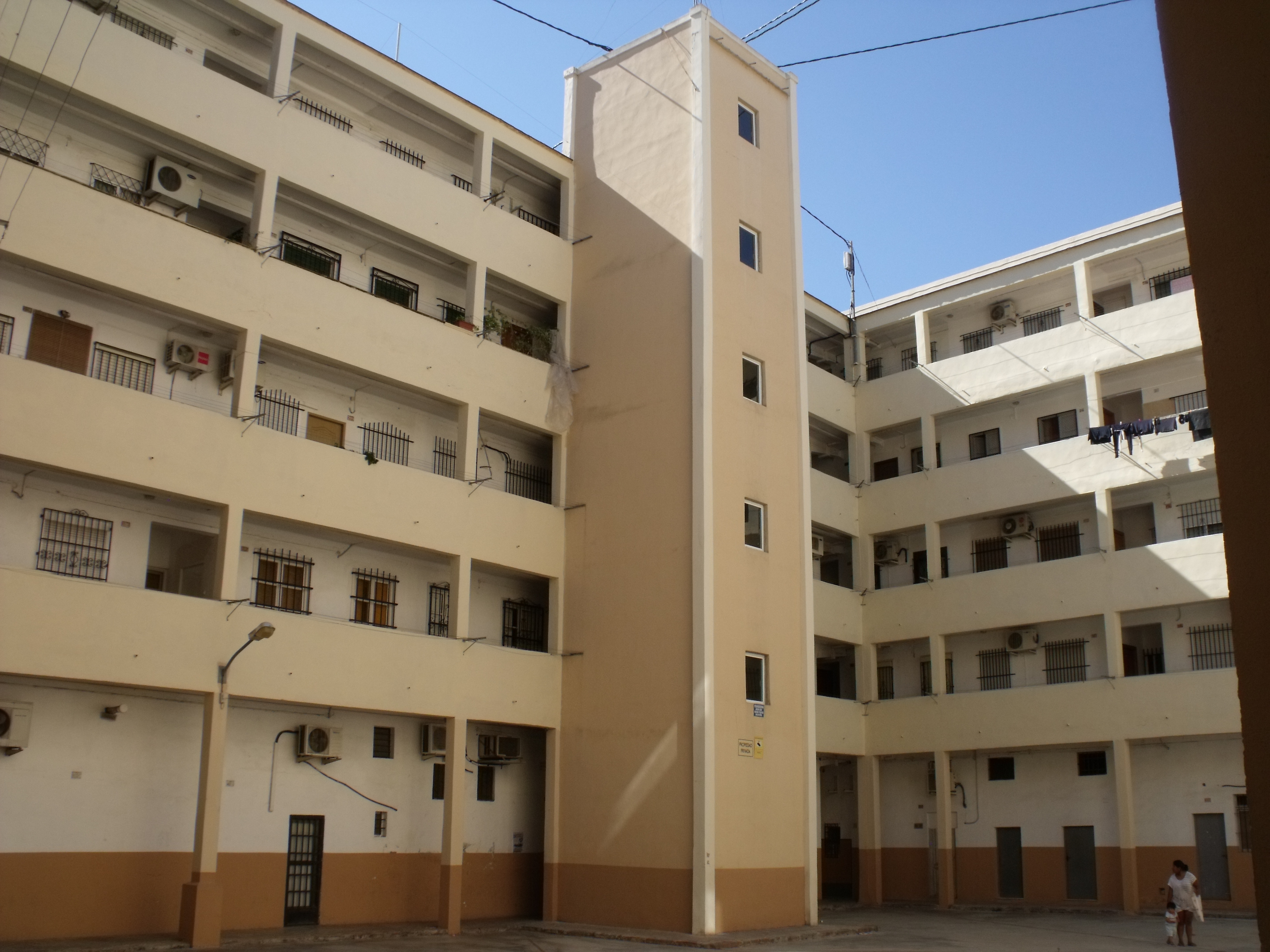
Grupo de edificios de viviendas construido en los años cincuenta. Patio sur.